# 徳江大橋
徳江大橋（とくえおおはし）は、福島県伊達郡国見町の阿武隈川に架かる伊達広域農道の道路橋である。

## 概要
- 全長…317.2m
  - 主径間…68m
- 幅員…10.8m（有効幅員10.0m、車道部7.0m、歩道部1.5m×2）
- 形式…5径間下路式連続平行弦トラス橋
- 竣工…1983年

国見町南部の徳江地区にあり一級水系阿武隈川に架かる。伊達市保原町から桑折町、国見町を通り伊達市梁川町に至る伊達広域農道の橋であり、1983年（昭和58年）に完成、翌年11月に開通した。両側に歩道の整備された片側1車線の耐候性鋼材を使用した焦茶色の概観を持つ下路式平行弦トラス橋である。橋長317メートル、総幅員10.800メートル、有効幅員10.0メートル（車道7.0メートル、歩道1.5メートル×2）、主径間68メートル。北詰は国見町徳江字下川原、南詰は国見町徳江字稗割に位置する。当橋梁の開通により国見町中心部と梁川町が他自治体を経由せず直接自動車で行き来できるようになった。
当地は江戸時代中期から徳江河岸として江戸への年貢米の積み出しが行われ、明治時代には対岸の粟野（現在の伊達市梁川町粟野）へ至る渡船場、徳江渡しが設置されていた。1976年（昭和51年）、公営営農団地農道整備事業により架橋が決定し、年々利用者の減っていた徳江渡しは廃止となり、跡地には現在石碑が建立されている。
たもとには国見町浄水場が建ち、近隣には県北浄化センターが建つ。

## 隣の橋
（上流） 伊達崎橋 - 徳江大橋 - 梁川大橋 （下流）